# Begoña Arrondo
María Begoña Arrondo Iruín (Hernani, 1963) es una política española de ideología abertzale.

## Biografía
Natural de la localidad guipuzcoana de Hernani, trabajó como ayudante en el archivo fotográfico del diario abertzale Egin. 
Fue detenida el 20 de septiembre de 1993 en una operación contra una red de apoyo del Comando Donosti de ETA. Estando encarcelada a la espera de juicio, Herri Batasuna incluyó a Begoña Arrondo en quinto lugar de su candidatura por Guipúzcoa para las elecciones al Parlamento Vasco de 1994. De manera análoga otros militantes de Herri Batasuna en prisión preventiva habían ocupado los lugares quintos de las candidaturas por Vizcaya y Álava, aunque solo Arrondo salió elegida. HB presentó a Arrondo como portavoz de su formación en la sesión de investidura del lehendakari José Antonio Ardanza. En dicha sesión ocupó el escaño situado junto a Gregorio Ordóñez, parlamentario del PP que fue asesinado por ETA un par de meses más tarde.
Algo menos de un año más tarde, en septiembre de 1995, Arrondo fue condenada por el Tribunal Superior del País Vasco a una pena de seis años y un día de cárcel por colaborar con ETA. La pena acarreó la suspensión de cargo público por lo que tuvo que dimitir como parlamentaria y su puesto lo pasó a ocupar el siguiente en la lista, Arnaldo Otegi, quien entró por primera vez en el Parlamento Vasco.
Tras cumplir su condena, Arrondo no ha vuelto a la primera línea de la política.